# Oucidres
Oucidres é uma povoação portuguesa do Município de Chaves que foi sede da extinta Freguesia de Oucidres, freguesia que tinha 13,74 km² de área e 194 habitantes (2011), e, por isso, uma densidade populacional de 14,1 hab/km².
A Freguesia de Oucidres foi extinta em 2013, no âmbito de uma reforma administrativa nacional, tendo sido agregada à Freguesia de Bobadela, para formar uma nova freguesia denominada Freguesia do Planalto de Monforte.
Oucidres fez parte do concelho de Monforte de Rio Livre, extinto em 31 de Dezembro de 1853, e a partir daí, integrou o concelho (atual município) de Chaves. Era composta pelas povoações de Oucidres, Vila Nova e Vilar de Izeu. O seu orago era o Santo André.
Oucidres fica a 15 quilómetros de Chaves. Povoação que se situa no planalto de Chaves-Valpaços, também conhecido como planalto de Monforte onde se produz batata de excelente qualidade. É uma das localidades limítrofes do Município de Chaves, sendo uma das maiores em superfície, confinando com São Julião de Montenegro, Águas Frias e Bobadela. É uma localidade constituinte da região de Monforte, aquelas que circundam o castelo do mesmo nome. Oucidres é também muito próxima da freguesia de Friões, no Município de Valpaços; estas duas freguesias, Oucidres e Friões possuem igrejas de estilo barroco.  

## População
| Número de habitantes | Número de habitantes | Número de habitantes | Número de habitantes | Número de habitantes | Número de habitantes | Número de habitantes | Número de habitantes | Número de habitantes | Número de habitantes | Número de habitantes | Número de habitantes | Número de habitantes | Número de habitantes | Número de habitantes |
| -------------------- | -------------------- | -------------------- | -------------------- | -------------------- | -------------------- | -------------------- | -------------------- | -------------------- | -------------------- | -------------------- | -------------------- | -------------------- | -------------------- | -------------------- |
| 1864                 | 1878                 | 1890                 | 1900                 | 1911                 | 1920                 | 1930                 | 1940                 | 1950                 | 1960                 | 1970                 | 1981                 | 1991                 | 2001                 | 2011                 |
| 444                  | 422                  | 485                  | 486                  | 487                  | 365                  | 376                  | 426                  | 465                  | 529                  | 375                  | 384                  | 268                  | 236                  | 194                  |

(Obs.: Número de habitantes "residentes", ou seja, que tinham a residência oficial nesta freguesia à data em que os censos  se realizaram.)

## Povoações
Fazem parte da antiga Freguesia de Oucidres as seguintes povoações: Oucidres, Vila Nova de Monforte e Vilar de Izeu com uma população média de cerca de 80 habitantes cada.

## Topónimo
Oucidres é a variação do antigo nome Oussida ou Oussias que quer dizer, capela-mor ou santuário, em latim apsida.[carece de fontes?] Existe uma localidade no Município de Arcos de Valdevez chamada Oussias.

## Principais produtos
As produções principais são a batata, o centeio, castanha e pastagens para gado ovino.

## Património
Oucidres foi cabeça de Comenda da Ordem de Cristo e do Padroado Real. Possui uma sumptuosa Igreja, dedicada a Santo André,com uma nave e três altares em talha barroca, colunas salomónicas e um arco de triunfo. Provavelmente de origem românica com alterações profundas, uma delas ocorreu em 1698 de acordo com uma epígrafe na capela mor.
A aldeia é constituida por um conjunto de casas de construção tradicional em granito, sendo de realçar alguns edifícios clásicos, também em granito; entre eles, destaca-se a casa que pertenceu a Jacinto Morais, pai do Dr. João Morais, conhecido médico flaviense já falecido, a qual se converteu recentemente em Casa de Turismo Rural.
Destacam-se ainda a Capela do Larouco, em honra de Nossa Senhora do Rosário, o Cruzeiro e a Fonte de Mergulho

## Galeria fotográfica

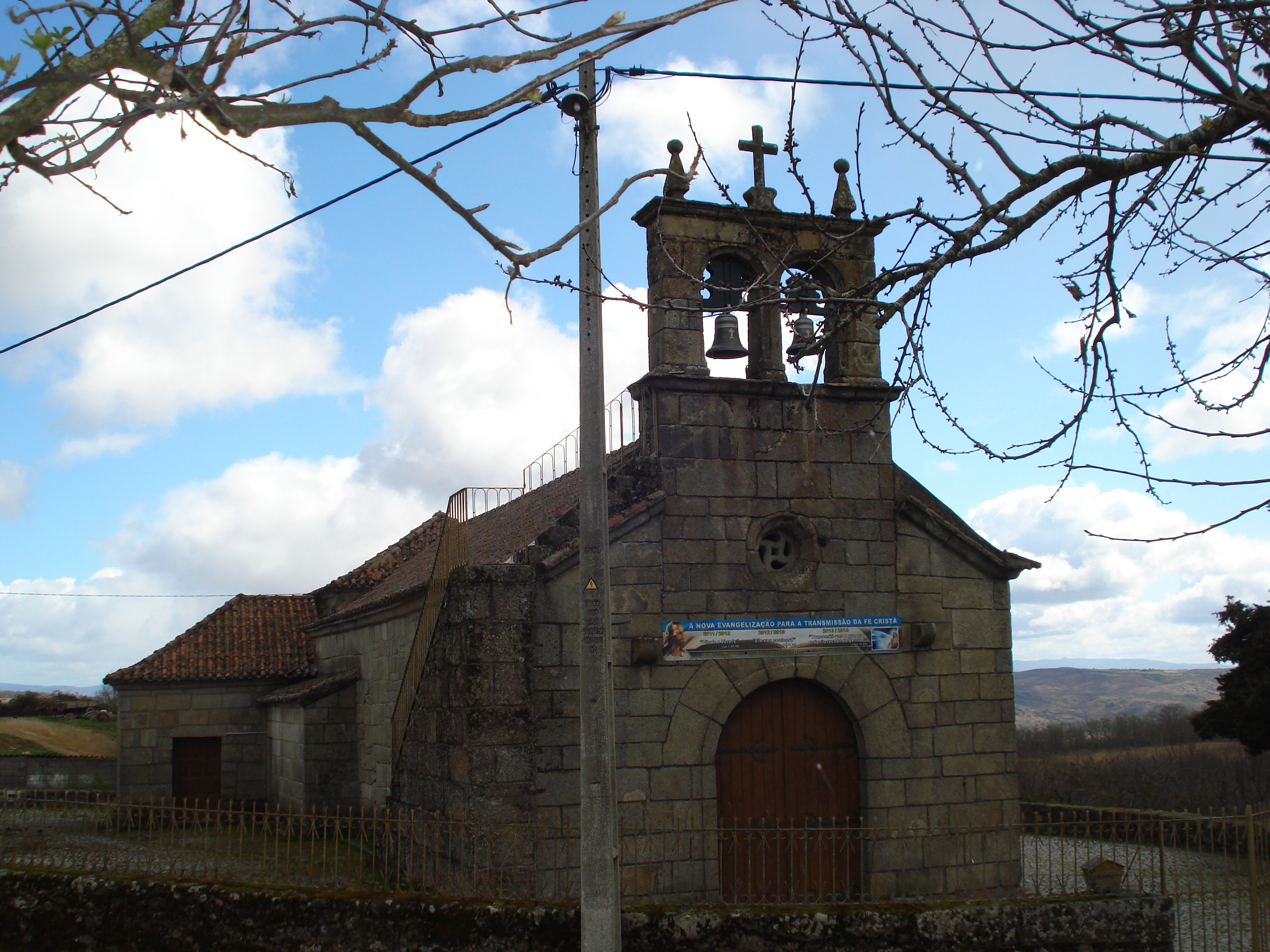
Igreja de Santo André
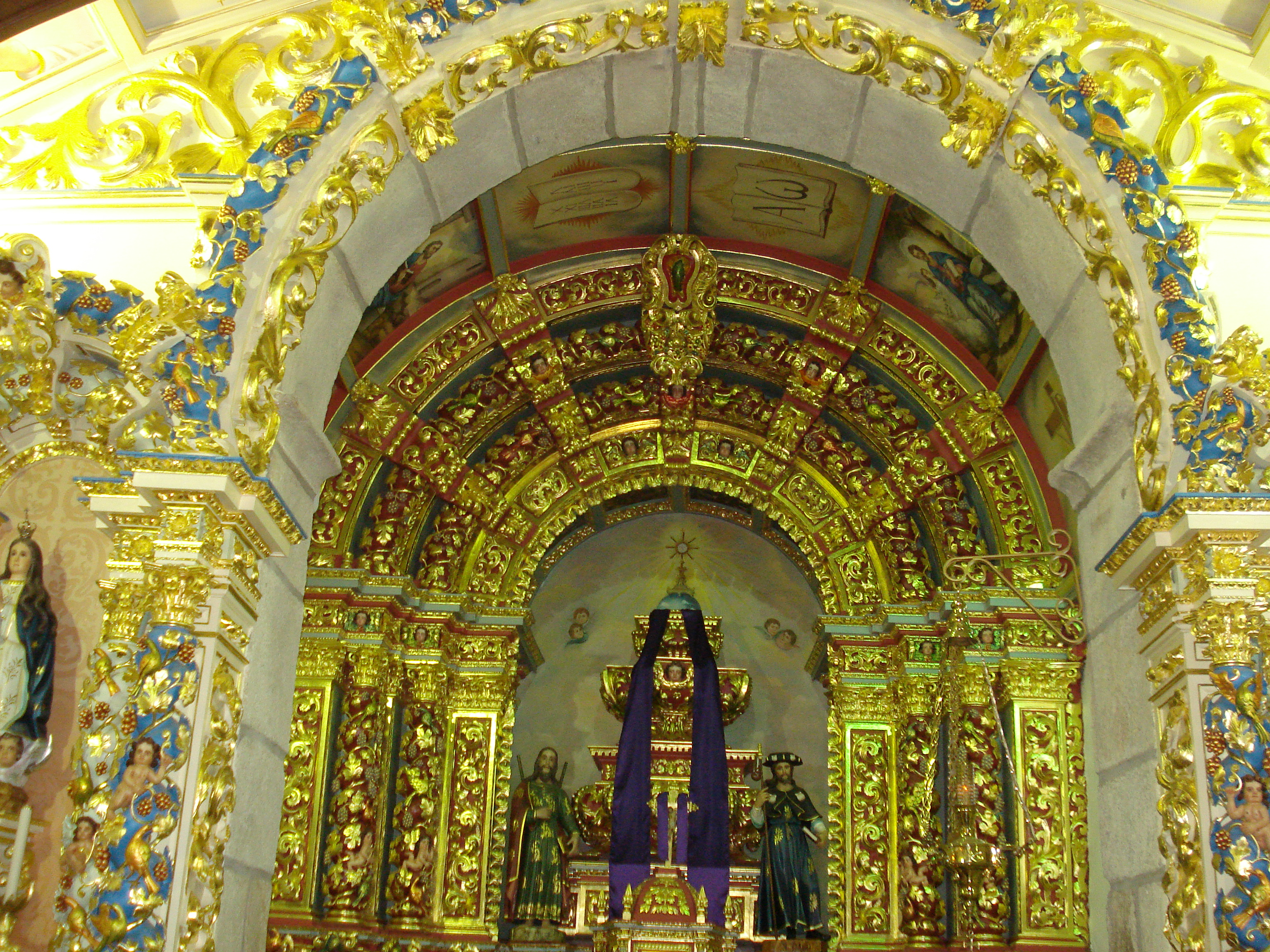
Altar Mor de Oucidres
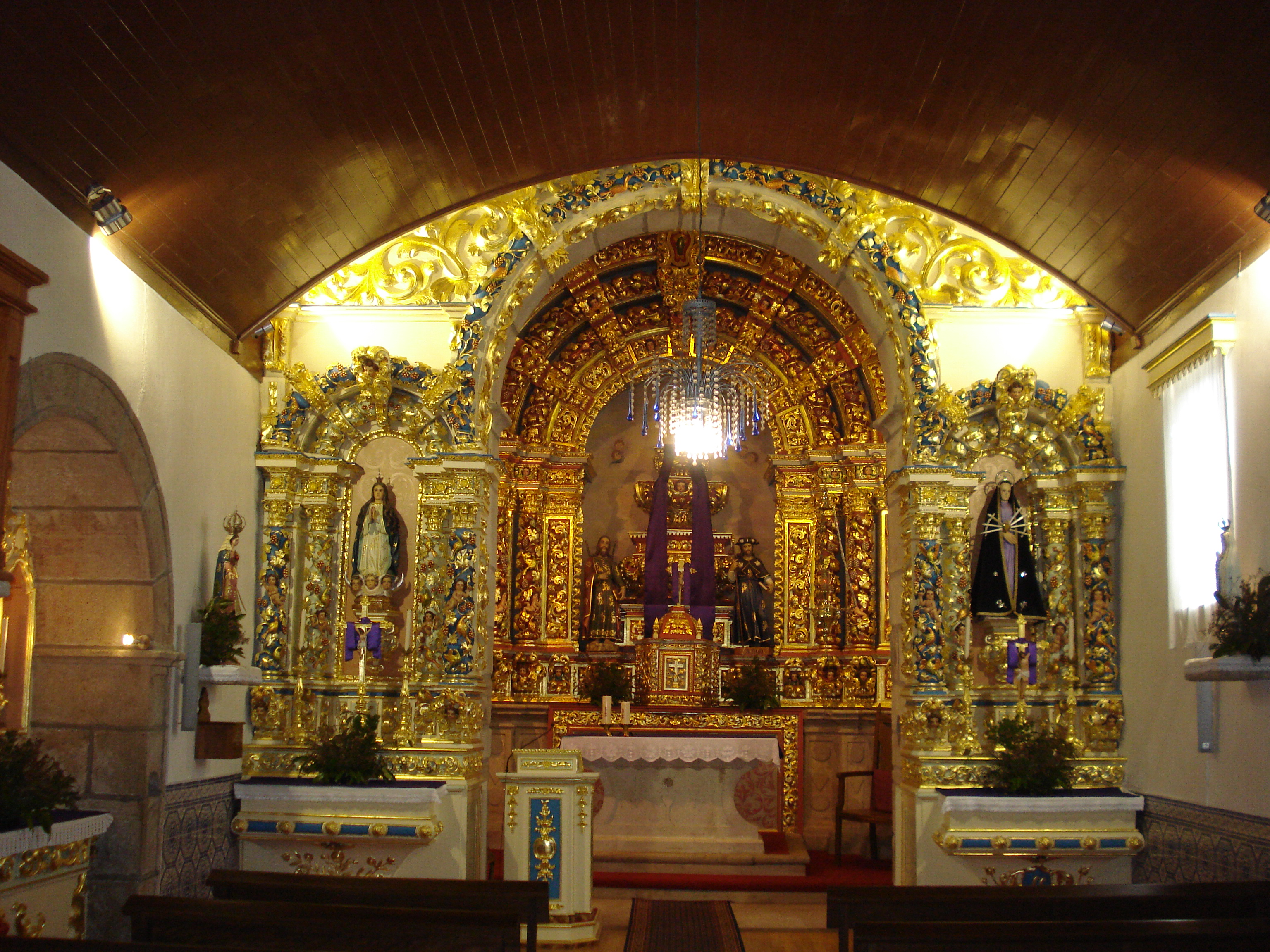
Altar Mor e Altares do Arco Triunfal
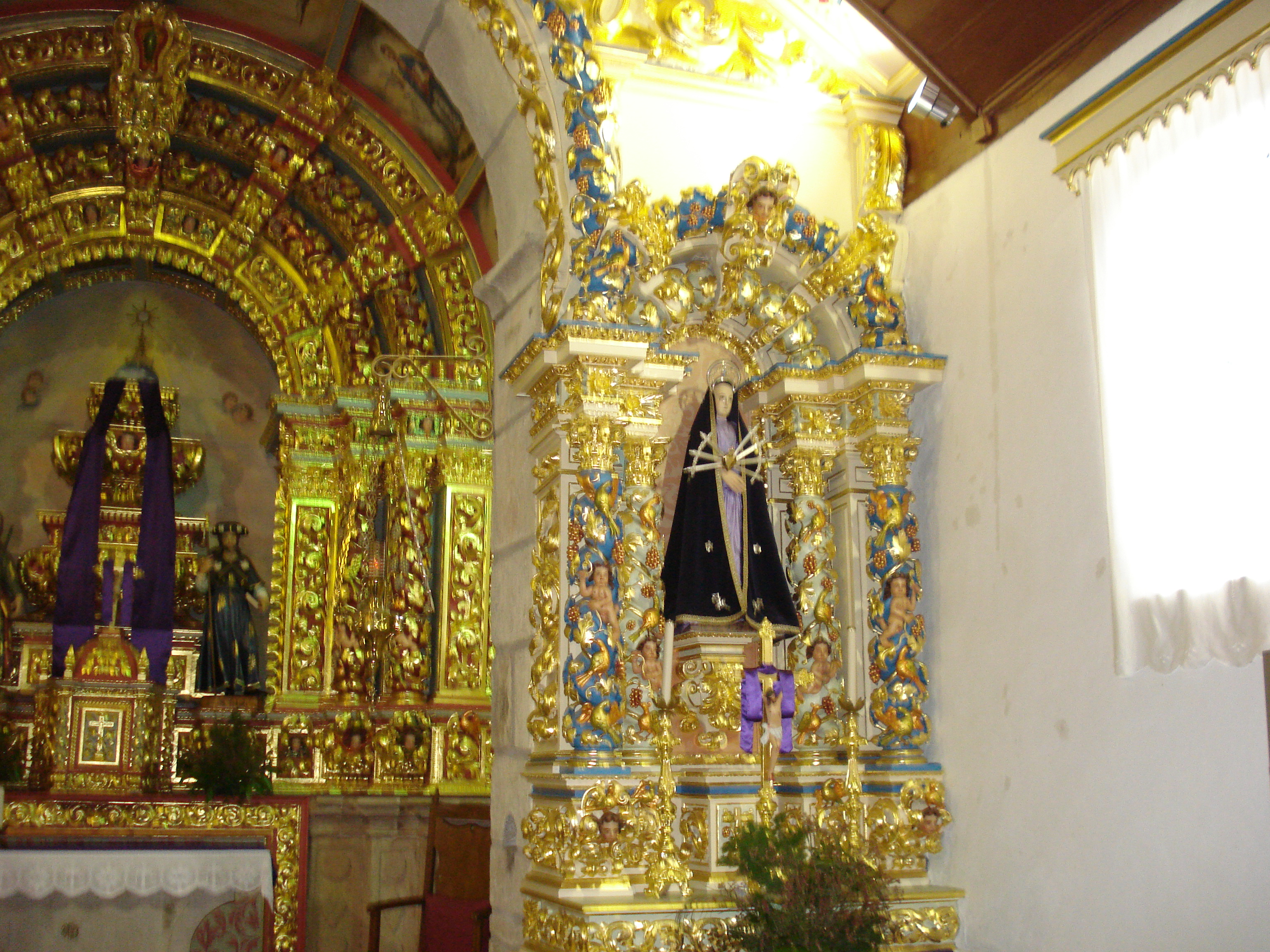
Alatr de N. Sra das Dores
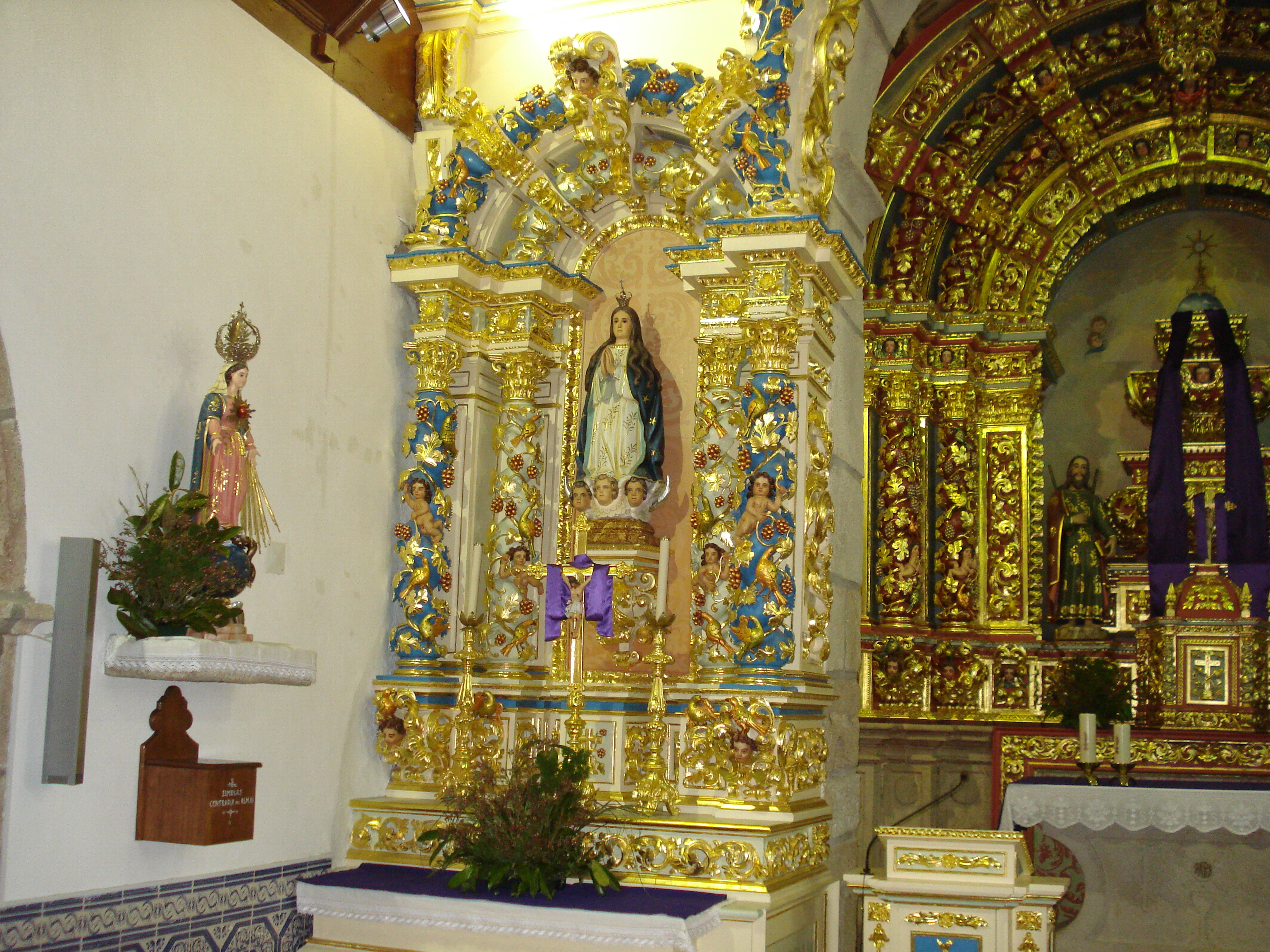
Altar de N. Sra da Conceição
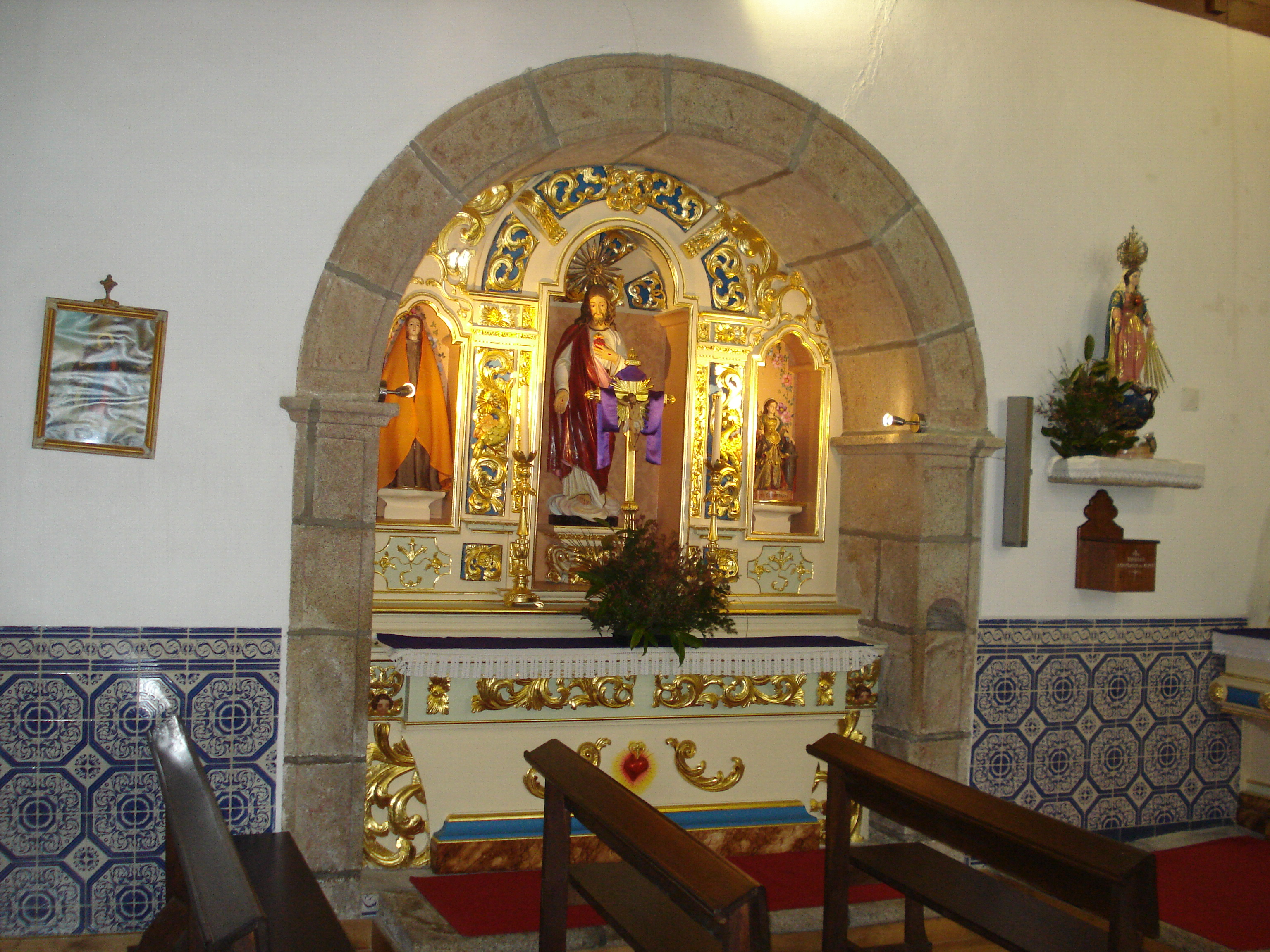
Altar do Sagrado coração de Jesus
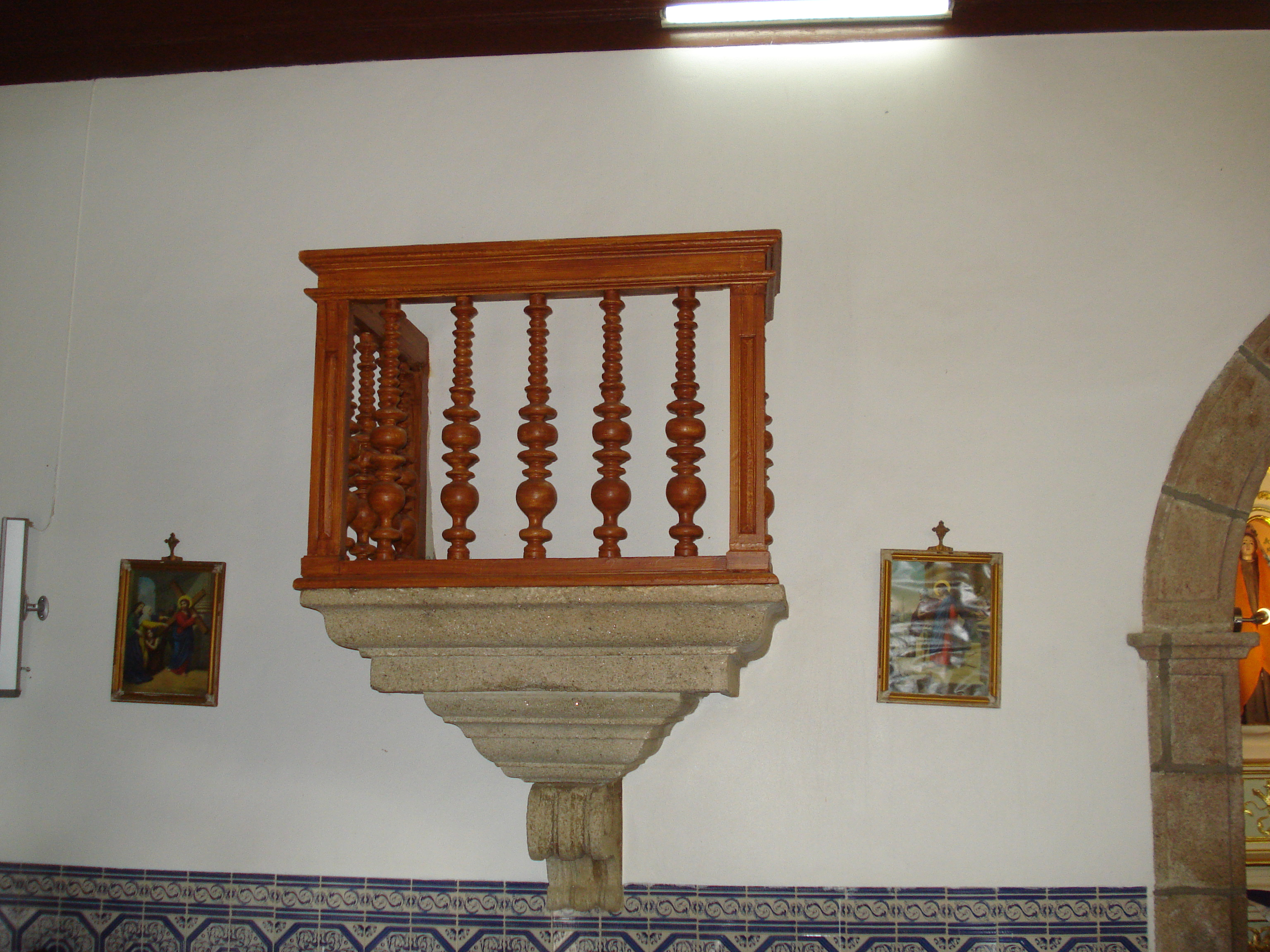
Pulpito da Igreja de Santo André
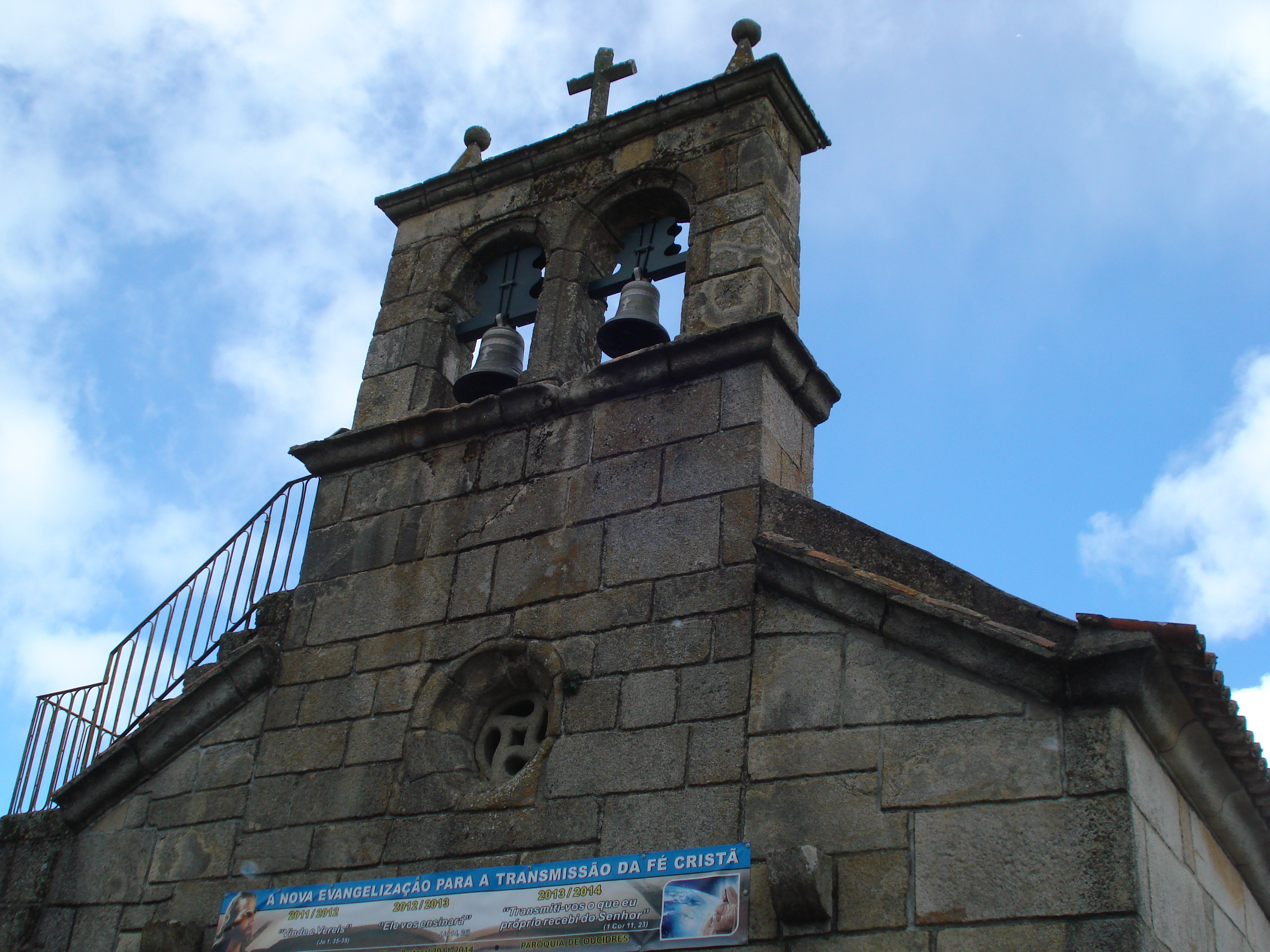
Torre Sineira
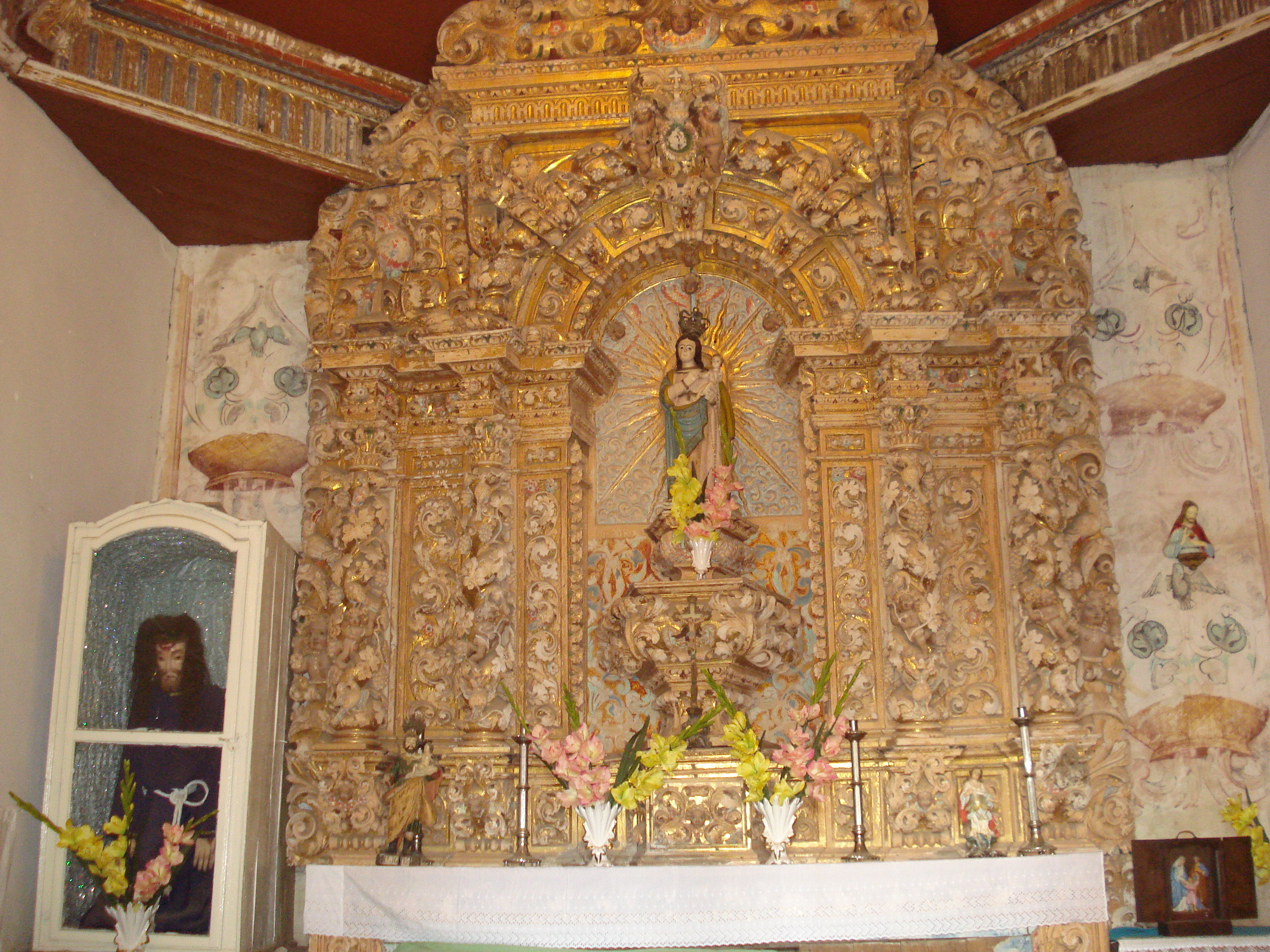
Altar de N. S. Rosário (Capela do Larouco)
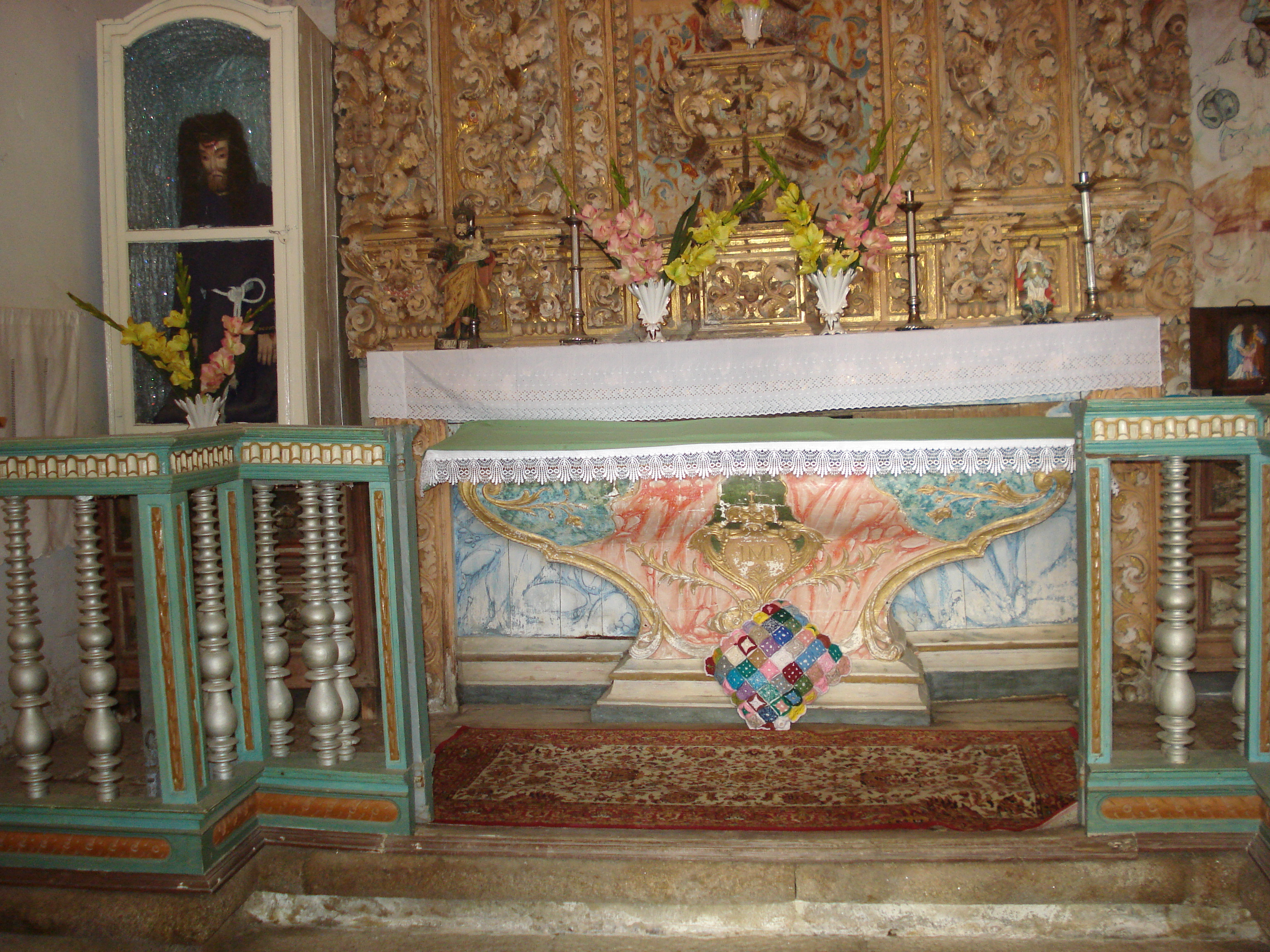
Base do Altar da capela do Larouco
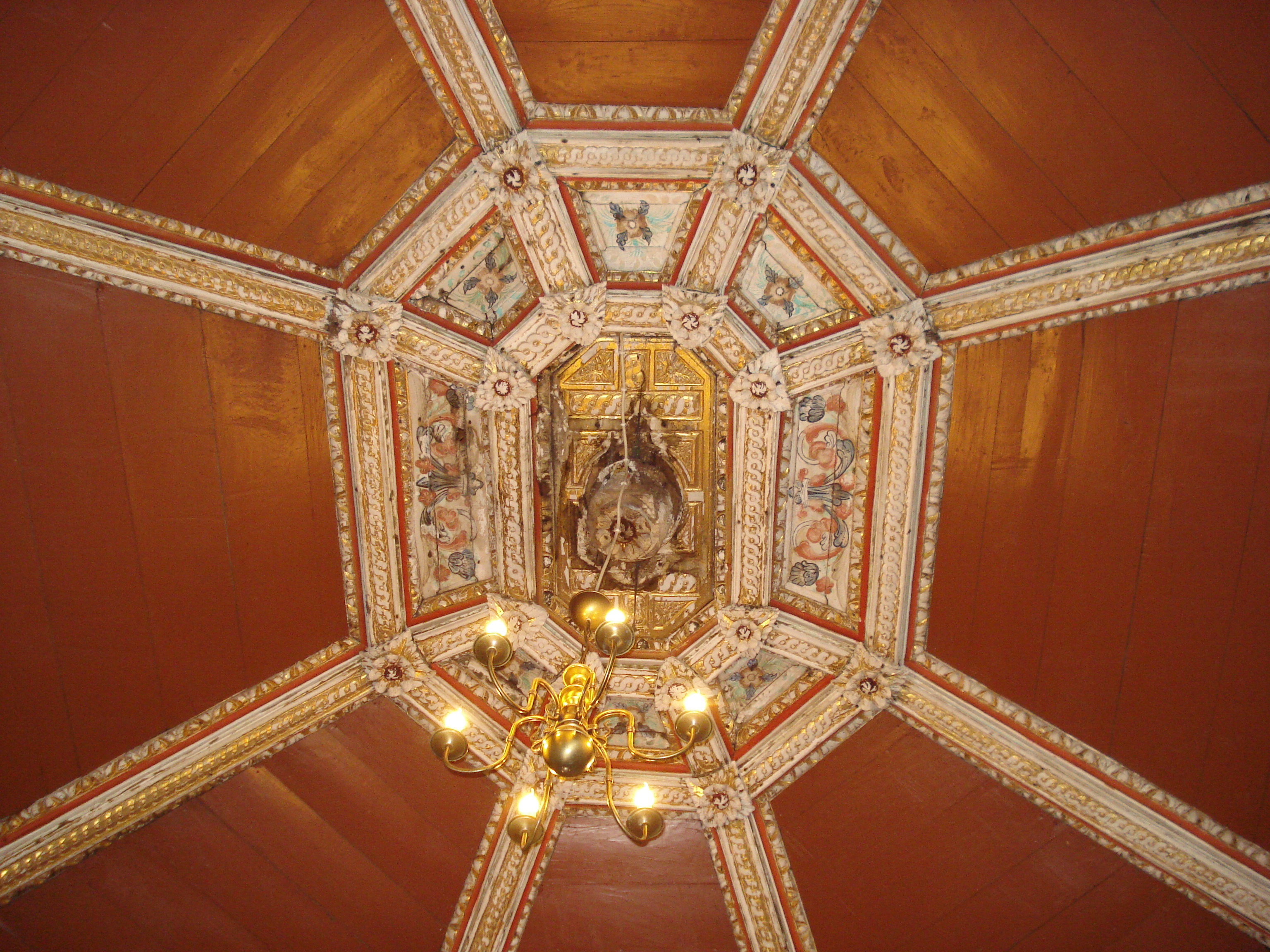
Abóboda da Capela do Larouco
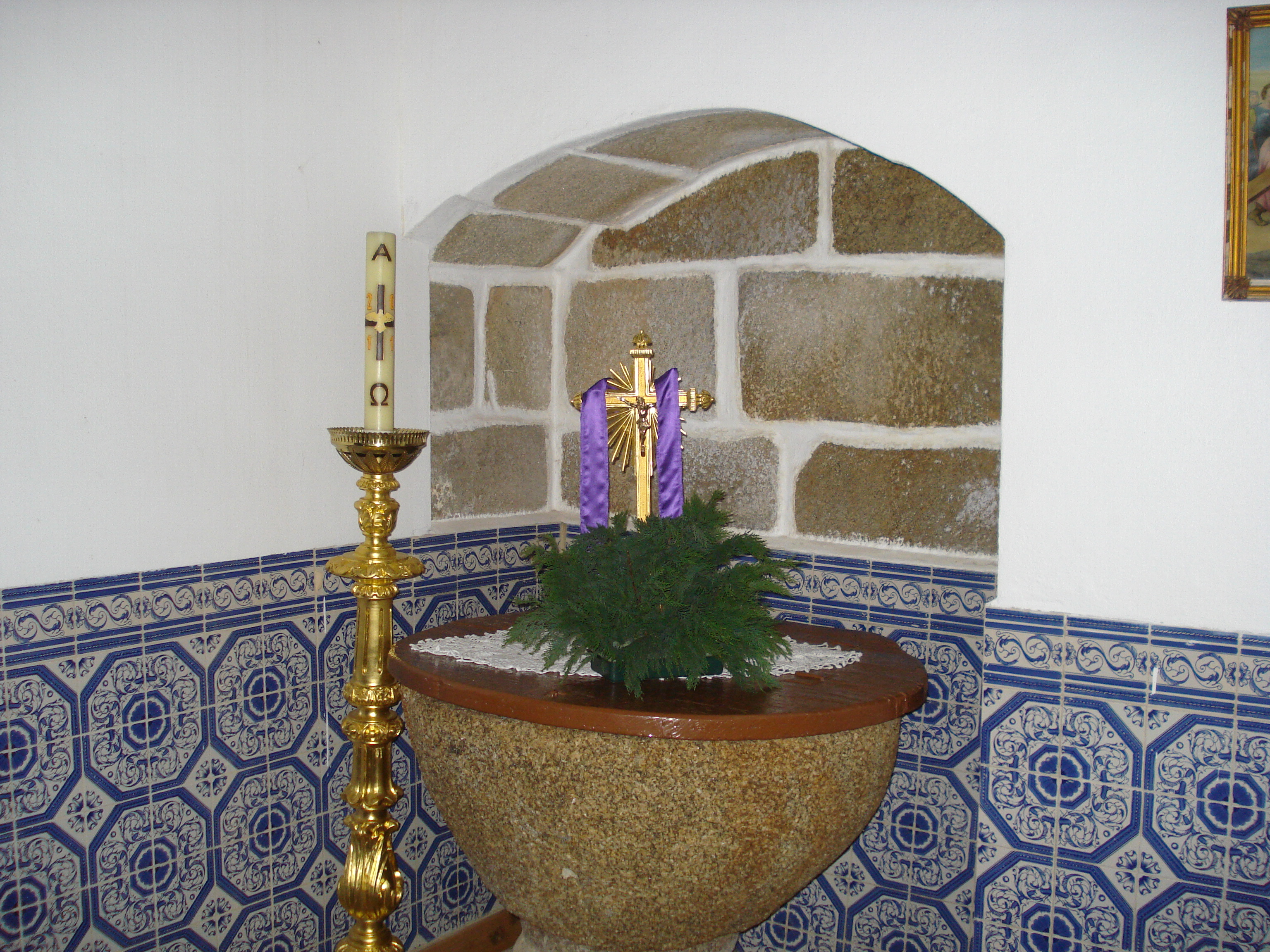
Batistério